# Ernesto Estrada
Ernesto "Estoy" Estrada (Minglanilla, 7 november 1949 - Los Angeles, 16 mei 2015) was een Filipijns basketbalspeler. Estrada wordt beschouwd als een van de beste Filipijnse basketbalspelers uit de jaren '70. Hij was een veel scorende atletische speler en stond bekend om zijn lange afstandsschot.

## Carrière
Ernesto Estrada speelde collegebasketbal voor de Green Lancers, het team van de University of the Visayas (UV) dat speelde in de Cebu Collegiate Athletic Association (CCAA), tegenwoordig bekend als CESAFI (Cebu Schools Athletic Foundation, Inc.). In 1970 speelde hij voor het Filipijnse nationale team op de Aziatische jeugdkampioenschap in Seoul. 
Estrada speelde na zijn collegejaren samen met onder meer Manny Paner, Yayong Martirez en Dodie Miego voor San Miguel in de Manila Industrial and Commercial Athletic Association (MICAA) tot de oprichting van de Philippine Basketball Association (PBA) in 1975, toen hij met dit team ging spelen in de PBA. Met San Miguel Corporation/Royal Tru was hij in het openingsseizoen de meest scorende speler van deze nieuwe competitie. Hij werd dat jaar ook opgenomen in de Mythical Five, samen met Bogs Adornado, Atoy Co, Francis Arnaiz en teamgenoot Manny Paner. Nadien speelde Estrada nog voor Great Taste/Presto, Mariwasa-Honda en voor Toyota. Met Toyota won hij in 1978 de All-Filipino Conference en de Invitational Championship. 
Estrada stond bekend om zijn afstandsschot, in een tijd waarin de de driepunter nog niet bestond. Ook had hij een goed fake- en jumpshot. Maar hij was ook erg atletisch en had een goede drive naar de basket. Estrada werd de vijfde speler in de PBA die de grens van 5.000 punten haalde na Atoy Co, Francis Arnaiz, Robert Jaworski, Ramon Fernandez en Philip Cezar. Estrada beëindigde zijn carrière in 1982  Hij speelde 289 wedstrijden en scoorde daarin 19,65 punten per wedstrijd. Een hoog gemiddelde waarmee Estrada nog steeds in de top-10 is terug te vinden.
Na zijn carrière emigreerde Estrada met zijn familie naar de Verenigde Staten, waar hij nog actief was als coach in Filipijns-Amerikaanse competities. Estrada overleed in 2015 op 65-jarige leeftijd aan de gevolgen van een hartaanval in de Amerikaanse stad Los Angeles. Hij was getrouwd met Salve Estrada en samen kregen ze drie zonen en een dochter.

## PBA-statistieken
| Jaar             | Team             | G   | RPG  | APG  | SPG  | BPG  | PPG   |
| ---------------- | ---------------- | --- | ---- | ---- | ---- | ---- | ----- |
| 1975             | Royal Tru-Orange | 56  | 5,98 | 2,30 | 0,41 | 0,18 | 25,75 |
| 1976             | Royal Tru-Orange | 43  | 4,79 | 1,35 | 0,40 | 0,28 | 24,60 |
| 1977             | Royal Tru-Orange | 27  | 3,59 | 1,44 | 0,11 | 0,00 | 27,52 |
| 1978             | Toyota           | 49  | 3,37 | 1,08 | 0,35 | 0,20 | 11,18 |
| 1979             | Toyota           | 40  | 2,68 | 1,05 | 0,20 | 0,15 | 11,10 |
| 1980             | Presto           | 32  | 4,88 | 1,41 | 0,66 | 0,47 | 21,75 |
| 1981             | Presto           | 41  | 3,93 | 2,71 | 0,41 | 0,22 | 17,95 |
| 1982             | Mariwasa-Honda   | 1   | 4,00 | 1,00 | 0,00 | 2,00 | 12,00 |
| Totalen carrière |                  | 289 | 4,26 | 1,65 | 0,37 | 0,22 | 19,65 |